# 钦州路
钦州路，元朝时设置的路。
至元十七年（1280年）升钦州置，治安远县（今广西壮族自治区钦州市）。辖境相当今广西壮族自治区钦州市、防城区、灵山县等市县地。明洪武二年（1369年）升为钦州府。